# Платсбърг
Платсбърг (на английски: Plattsburgh) е град в САЩ, административен център на окръг Клинтън, щата Ню Йорк.
Населението на града наброява 19 989 жители при преброяването през 2010 година. Градън е разположен близо до границата с Канада, на брега на езерото Шамплейн.
Платсбърг е основан през 1785 г. от Зефания Плат, американски юрист и политик, живял от 1735 до 1807 г. Селището носи неговото име.
През 1812 година, по време на Британско-американската война, край града се водят тежки сражения, познати като Битката при Платсбърг.